# میسلیبوریتسه
میسلیبوریتسه (به چکی: Myslibořice) یک منطقهٔ مسکونی در جمهوری چک است که در منطقه تربیچ واقع شده‌است.
 میسلیبوریتسه ۱۱٫۲۲ کیلومتر مربع مساحت و ۷۱۱ نفر جمعیت دارد و ۴۸۳ متر بالاتر از سطح دریا واقع شده‌است.